# North Sarasota
North Sarasota es un lugar designado por el censo ubicado en el condado de Sarasota en el estado estadounidense de Florida. En el Censo de 2010 tenía una población de 6.982 habitantes y una densidad poblacional de 713,54 personas por km².

## Geografía
North Sarasota se encuentra ubicado en las coordenadas 27°22′13″N 82°31′6″O / 27.37028, -82.51833. Según la Oficina del Censo de los Estados Unidos, North Sarasota tiene una superficie total de 9.78 km², de la cual 9.47 km² corresponden a tierra firme y (3.23%) 0.32 km² es agua.

## Demografía
Según el censo de 2010, había 6.982 personas residiendo en North Sarasota. La densidad de población era de 713,54 hab./km². De los 6.982 habitantes, North Sarasota estaba compuesto por el 59.41% blancos, el 30.74% eran afroamericanos, el 0.24% eran amerindios, el 1.43% eran asiáticos, el 0.07% eran isleños del Pacífico, el 5.37% eran de otras razas y el 2.74% pertenecían a dos o más razas. Del total de la población el 18.88% eran hispanos o latinos de cualquier raza.